# Poggio Nibbio
Il Poggio Nibbio, 896 m s.l.m., fa parte del gruppo dei monti Cimini in provincia di Viterbo, nei comuni Canepina, di Caprarola e di Viterbo.
La vetta si trova sul confine tra i territori comunali di Viterbo e Canepina.